# Adriana Lisboa
Adriana Lisboa (Rio de Janeiro, 25 de abril de 1970) é uma escritora brasileira.

## Carreira
É autora de seis romances, além de poemas, contos e histórias para crianças.
Seus livros foram traduzidos para inglês, francês, espanhol, alemão, árabe, italiano, sueco, romeno e sérvio, e publicados em catorze países. Integrou várias antologias de contos e poesia no Brasil e no exterior.
Recebeu o Prêmio José Saramago, em Portugal, pelo romance Sinfonia em branco, o Prêmio Moinho Santista, no Brasil, pelo conjunto de seus romances, e o prêmio de autor revelação da Fundação Nacional do Livro Infantil e Juvenil (FNLIJ) por Língua de trapos. O projeto Bogotá 39/Hay Festival listou-a entre os 39 mais importantes jovens autores latino-americanos em 2007. Recebeu bolsas de criação e tradução da Fundação Biblioteca Nacional (Brasil), do Centre National du Livre (França) e da Fundação Japão.
Fez mestrado em literatura brasileira e doutorado em literatura comparada na UERJ (Universidade do Estado do Rio de Janeiro). Foi ainda pesquisadora visitante no Nichibunken, em Kyoto (2006), na Universidade do Novo México (2007) e na Universidade do Texas em Austin (2008-2009).

## Tradução
Entre outros autores, traduziu para o português obras de Cormac McCarthy, Margaret Atwood, Stefan Zweig, Robert Louis Stevenson, Jonathan Safran Foer, Emily Brontë e Maurice Blanchot.

## Adaptações para o cinema
Sua novela O coração às vezes para de bater foi adaptada para o cinema no Brasil por Maria Camargo, num premiado curta-metragem.

## Vida pessoal
Cresceu em sua cidade natal, o Rio de Janeiro. Morou na França, em Paris e Avignon, e desde 2007 vive a maior parte do tempo nos Estados Unidos, numa pequena cidade próxima a Boulder, no Colorado.
Bacharel em música pela Uni-Rio, foi cantora de MPB na França aos dezoito anos, e mais tarde professora de música no Rio.  

## Prêmios
- Prêmio José Saramago por Sinfonia em branco (2003)
- Prêmio Moinho Santista pelo conjunto da sua obra (2005)
- Prêmio de Autor Revelação da FNLIJ (Fundação Nacional do Livro Infantil e Juvenil) por Língua de trapos (2006)
- Altamente recomendável pela FNLIJ, para Língua de trapos e Contos populares japoneses
- finalista do Prêmio Jabuti, categoria romance, com Um beijo de colombina (2004) e Rakushisha (2008)
- Hay Festival Bogotá Capital Mundial do Livro 2007 - selecionada entre os 39 mais importantes autores latino-americanos até 39 anos.
- finalista do Prémio Literário Casino da Póvoa, Portugal, categoria melhor livro do ano, com Rakushisha
- finalista do Prix des Lectrices de Elle Magazine, França, por Des roses rouge vif/Sinfonia em branco
- finalista do PEN Center USA Literary Awards (2011) - categoria ficção traduzida, por Symphony in White[3]
- finalista do Prêmio São Paulo de Literatura e do Prêmio Zaffari & Bourbon, por Azul-corvo (2011)
- finalista do Prêmio São Paulo de Literatura por Hanói (2014)

## Obra

### Romances
- Os fios da memória - Rio: Rocco, 1999 (fora do prelo)[4]
- Sinfonia em branco - Rio: Rocco, 2001; Alfaguara, 2013 - publicado também em Portugal, EUA, Alemanha, França, Itália, Romênia, Egito, Polônia, Turquia e Croácia
- Um beijo de colombina - Rio: Rocco, 2003 - publicado também em Portugal e na Suécia
- Rakushisha - Rio: Rocco, 2007; Alfaguara, 2014 - publicado também em Portugal, EUA, Itália e Romênia
- Azul-corvo - Rio: Rocco, 2010 ; Alfaguara, 2014 - publicado também em Portugal, Inglaterra, EUA, França, Itália, Noruega e Sérvia
- Hanói - Rio: Alfaguara, 2013 - publicado também na França, Itália e Argentina

### Poesia
- Parte da paisagem - São Paulo: Iluminuras, 2014
- Pequena música - São Paulo: Iluminuras, 2018

### Contos
- Caligrafias - Rio: Rocco, 2004, desenhos de Gianguido Bonfanti;
- Contos populares japoneses (recontos) - Rio: Rocco, 2008, ilustrações de Janaina Tokitaka - publicado também na Itália
- O sucesso - Rio: Rocco, 2016

### Livros infantis e juvenis
- Língua de trapos (infantil) - Rio: Rocco, 2005, ilustrações de Rui de Oliveira
- O coração às vezes para de bater (novela juvenil) - São Paulo: PubliFolha, 2007; Rio: Rocco, 2013 - publicado também na Suíça (francês) e Argentina
- A sereia e o caçador de borboletas (infantil) - Rio: Rocco, 2009, ilustrações de Rui de Oliveira

## Antologias literárias e coletâneas de contos
- 25 mulheres que estão fazendo a nova literatura brasileira (org. Luiz Ruffato) - Rio: Record, 2004;
- Prosas cariocas (org. Marcelo Moutinho e Flávio Izhaki) - Rio: Casa da Palavra, 2004;
- Aquela canção - São Paulo: PubliFolha, 2005;
- Rio Literário (org. Beatriz Resende, fotos de Bruno Veiga) - Rio: Casa da Palavra, 2005;
- Contos que contam - Lisboa: Centro Colombo, 2005;
- Lusofônica - La nuova narrativa in lingua portoghese - Roma: La Nuova Frontiera, 2006;
- Contos de agora, audiolivro (org. Moacyr Godoy Moreira) - São Paulo: Livro Falante, 2007;
- Antología de cuento latinoamericano - Bogotá: Ediciones B, 2007;
- Inimigo Rumor n° 19, revista de poesia - Rio/São Paulo: 7Letras/CosacNaify, 2007;
- Dicionário amoroso da língua portuguesa (org. Marcelo Moutinho e Jorge Reis-Sá) - Rio: Casa da Palavra, 2009;
- Brazil: A Traveler's Literary Companion (org. Alexis Levitin) - Berkeley: Whereabouts Press, 2010
- Brasilien berättar: Ljud av steg - Estocolmo: Bokforläget Tranan, 2011
- Amar, verbo atemporal (org. Celina Portocarrero) - Rio: Rocco, 2012
- Granta em português vol. 10: Medidas Extremas - Rio: Alfaguara, 2013